# 静岡県道201号平山草薙停車場線
静岡県道201号平山草薙停車場線（しずおかけんどう201ごう ひらやまくさなぎていしゃじょうせん）は、静岡市葵区平山から同市清水区のJR草薙駅に至る一般県道である。

## 概要
草薙駅前から葵区瀬名までは、国道1号、同静清バイパス、静岡県道67号静岡清水線（通称北街道）など、市を東西に結ぶ主要道路と相次いで交差すること、また近年、静清バイパスとの交差地点である瀬名IC付近に郊外型店舗が相次いで進出していること、瀬名北部付近には老人保養施設が多いことなどから交通量が多い。
瀬名以北は東海自然歩道の竜爪山（標高1,051m）へ続く谷筋道となり、静かな雰囲気に包まれる。終点の平山付近は一軒宿の平山温泉も擁する、渓流沿いに開けた山村である。
なお、ほぼ全線に渡り「竜爪（りゅうそう）街道」の愛称が付けられている。
現在、葵区瀬名一丁目付近 - 瀬名三丁目付近の区間で、車道の拡張と西側の歩道の新設工事を進めている。
また、右折車線がないために常時渋滞していた旧道（中之郷交差点 - 瀬名川交差点 - 瀬名IC交差点）に対して右折車線や余裕のある車線による新道路（4車線：中吉田交差点 - 瀬名川西交差点 - 瀬名IC交差点）が建設中。瀬名川西交差点 - 瀬名IC交差点の区間は完成しすでに供用されている。中吉田交差点 - 瀬名川西交差点の区間は2013年12月21日に供用開始。

### 路線データ
- 陸上距離：8.6km
- 起点：静岡市葵区平山
- 終点：草薙停車場（JR草薙駅南）

## 地理

### 通過する自治体
- 静岡県
静岡市（葵区 - 駿河区 - 清水区）

### 交差する道路
起点から順に
- 静清バイパス（瀬名IC）
- 静岡県道67号静岡清水線
- 国道1号

### 沿線の主要施設
- 静岡市立北沼上小学校
- 静岡市立竜爪中学校
- 静岡北中学校・高等学校
- 静岡市立西奈小学校
- 静岡市西奈生涯学習センター
- 常葉大学
- 大和製罐清水工場